# Max Nagl
Maximilian "Max" Nagl (Weilheim in Oberbayern, 7 de agosto de 1987) é um piloto de motocross alemão, que compete no Campeonato Mundial de Motocross.

## Carreira
Max Nagl começou em 2003 a pilotar profissionalmente, no campeonato alemão de 125cc.